# Gurtisspitze
Die Gurtisspitze, auch Gurtisspitz, ist ein 1778 m ü. A. hoher Berg im Rätikon, Teil der sogenannten Galina-Gruppe, der auf dem Gemeindegebiet von Frastanz und Nenzing gelegen ist. Auf dem Gipfel befindet sich ein einfaches Gipfelkreuz.

## Lage
Die Gurtisspitze ist eine der letzten markanten Erhebungen der Galina-Gruppe im Rätikon. Der Ausläufer der Galina-Gruppe zieht sich bis zur Marktgemeinde Frastanz (einer der letzten Erhebungen ist der Stutzberg).
Die Gurtisspitze ist ein auffallender, ausgeprägter Gipfel. Die Vegetation besteht unterhalb des Gipfels aus dichtem Gras und einigen Stauden und Tannen etc. Der Gipfel ist weitgehend vegetationsfrei und biete eine hervorragende Rundumsicht.
Nordwestwärts, etwa 300 Meter Luftlinie unter der Gurtisspitze, entspringt der Gavadurabach, der nach etwa 2,2 km recht geradlinigem Verlauf in die Samina mündet. Südlich, unterhalb des Schrofens im Flurstück Wangat, entspringt ein namenloser Bach, der nach etwa 1 km in die Galina mündet.

## Benachbarte Gipfel und Einkerbungen bzw. Alpen
In südwestlicher Richtung gesehen (sog. Galina-Gruppe), etwa 170 m Luftlinie entfernt, liegen die sogenannt Zäwasheilspitz (Wisle) (etwa 1777 m ü. A.) und danach (900 m Luftlinie) die Spitztälispitz (etwa 1730 m ü. A.), etwas abseits vom Kamm dann der Goppaschrofen (1781 m ü. A.). Die Sattelalpe (1383 m ü. A.) ist etwa 1100 m Luftlinie entfernt, die Hohen Köpfe etwa 1900 m (2040 m ü. A. (mit Gipfelkreuz) und 2066 m ü. A.) entfernt.
Nordwestlich, etwa 1700 m Luftlinie entfernt, liegt die Gavadura-Alpe, rund 700 m Luftlinie entfernt im Norden, die Bazora-Alpe (etwa 1416 m ü. A.).

## Wandern
Die Gurtisspitze ist wegen ihrer kurzfristigen und leichten Erreichbarkeit über relativ gute Wanderwege bei guter Witterung gerne besucht. Bei ausreichender persönlicher Kondition kann an einem Tag von Gurtis kommend die Gurtisspitze, die Zäwasheilspitze (Wisle),  Spitztälispitz, der Goppaschrofen und die Hohen Köpfe sowie die Sattelalpe begangen bzw. erreicht werden (die Tour über die Hohen Köpfe ist wegen des felsigen, anspruchsvollen Wegs, teilweise mit Drahtseilen gesichert, nur für geübte, trittsichere Wanderer zu empfehlen).
Der nächstgelegene Wander-Stützpunkt ist die Sattelalpe (nur im Sommer bewirtschaftet). Auch andere umliegende Alpen sind nur im Sommer bewirtschaftet. Die Gurtisspitze selbst bedingt Trittsicherheit und Schwindelfreiheit sowie sehr gutes Schuhwerk und kann mit bergerfahrenen Kindern begangen werden.
Zeitaufwand (Beispiele)
- Von Gurtis über die Bazora-Alpe zur Gurtisspitze mit Abstieg über Spitzwiesle zur Sattelalpe zurück nach Gurtis (904 m ü. A.): Gehzeit: 4 bis 5 Stunden.
- Gurtis über die Bazora-Alpe zur Gurtisspitze, Zäwasheilspitz (Wisle), Spitzwiesle, Spitztälispitz, Hohe Köpfe, Galinaalp, Sattelalp, Gurtis: Gehzeit: etwa 8 bis 12 Stunden.